# Alexander Schinas

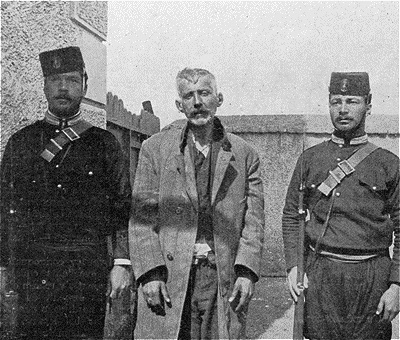
Alexander Schinas nach seiner Verhaftung

Alexander Schinas (griechisch Ἀλέξανδρος Σχινάς; * um 1870 in Serres, Griechenland; † 6. Mai 1913 in Thessaloniki) war ein griechisch-makedonischer Anarchist, der am 18. März 1913 den griechischen König Georg I. in Thessaloniki ermordete.
Schinas tötete König Georg I. in der Nähe des Weißen Turms in Thessaloniki durch einen Schuss in den Rücken. Er wurde daraufhin sofort verhaftet. Nach der Gerichtsverhandlung wurde er für unzurechnungsfähig erklärt. Im Gefängnis wurde er von dortigen Beamten gefoltert und starb schließlich nach einem Sprung aus dem Fenster der Gendarmerie.
Da Schinas’ Aussagen wenig ergiebig waren, blieben viele Fragen im Zusammenhang mit seiner Tat ungeklärt. Dies führte zu verschiedenen Theorien, denen zufolge er bulgarischer, reichsdeutscher oder osmanischer Agent gewesen sein soll.